# Doppel (Gemeinde Obritzberg-Rust)
Doppel (auch Doppel bei Heinigstetten) ist eine Ortschaft und eine Katastralgemeinde der Marktgemeinde Obritzberg-Rust im Bezirk St. Pölten-Land in Niederösterreich. Die Ortschaft hat 13 Einwohner (Stand 1. Jänner 2024).

## Geografie
Der nordwestlich von St. Pölten liegende Weiler befindet sich an der Landesstraße L111. Im Norden des Ortes fließt der Pfaffinger Bach vorüber, der knapp westlich des Ortes entspringt.

## Geschichte
Im Jahr 1822 wurde der Ort als Dorf mit sechs Häusern genannt, das nach Obritzberg eingepfarrt war, wohin auch die Kinder eingeschult wurden. Die Herrschaft Walpersdorf besaß die Ortsobrigkeit und übte die Landgerichtsbarkeit aus, während die Herrschaft Obritzberg die Konskription besorgte. Die Untertanen und Grundholde des Ortes gehörten der Herrschaft Walpersdorf.
Laut Adressbuch von Österreich waren im Jahr 1938 in Doppel keine Gewerbetreibenden ansässig. Bis zur Konstituierung der Gemeinde Obritzberg-Rust war der Ort ein Teil der damaligen Gemeinde Obritzberg.